# Tribunal Administrativo e Fiscal de Ponta Delgada
O Tribunal Administrativo e Fiscal de Ponta Delgada é um tribunal português, sediado em Ponta Delgada, pertencente à jurisdição administrativa e tributária.
Este tribunal tem jurisdição sobre todos os municípios da Região Autónoma dos Açores:
- Ponta Delgada (sede)
- Angra do Heroísmo
- Calheta
- Corvo
- Horta
- Lajes das Flores
- Lajes do Pico
- Lagoa
- Madalena
- Nordeste
- Povoação
- Praia da Vitória
- Ribeira Grande
- Santa Cruz da Graciosa
- Santa Cruz das Flores
- São Roque do Pico
- Velas
- Vila do Porto
- Vila Franca do Campo

O Tribunal Administrativo e Fiscal de Ponta Delgada está integrado na área de jurisdição do Tribunal Central Administrativo Sul.